# Anna Götze (Anarchistin)
Anna Götze (* 6. April 1875 in Leipzig; † 18. Juli 1958) war eine deutsche Anarchistin.

## Leben
Götze trat 1897 in die Sozialdemokratische Partei Deutschlands (SPD) ein und blieb bis 1917 Mitglied. Danach wurde sie Mitglied im Spartakusbund, bevor sie mit Beginn der 1920er Jahre ihre Arbeit bei der Freien Arbeiter-Union Deutschlands (Anarchosyndikalisten) (FAUD) aufnahm. Ende 1918 schrieb sie an den Bremer Unternehmer und Mäzen Ludwig Roselius einen Brief, zur politischen Situation in Deutschland nach dem Ersten Weltkrieg, den dieser 1919 neben anderen Dokumenten veröffentlichte.
Götze arbeitete als Falzerin in der Druckindustrie, war verheiratet und hatte drei Kinder. Ihr Sohn Ferdinand und ihre Tochter Irma waren auch in der FAUD tätig, während ihr Sohn Waldemar ein Verfechter der Kommunistischen Partei Deutschlands (KPD) wurde. Die daraus resultierenden innerfamiliären Streitigkeiten wichen erst nach der Machtergreifung durch die Nationalsozialisten einer Zusammenarbeit bei den Tätigkeiten im Untergrund. Götze hatte sehr freie Ansichten in Bezug auf die Sexualität, was bei den Gesprächen zwischen Mutter und Tochter offensichtlich wurde.
Götzes Wohnung in der Leipziger Sigismundstraße 6 wurde zu einer der Verbindungsstellen des Widerstands der Anarchosyndikalisten. Einer Festnahme im Jahre 1935 folgte im Oktober 1937 eine zweite. Ermittelt wurde gegen sie wegen „Vorbereitung zum Hochverrat, groben Unfugs, Konkubinats und anderer Delikte“. Das Verfahren gegen sie endete mit einer Verurteilung durch den Volksgerichtshof zu drei Jahren Zuchthaus, die sie im sächsischen Zuchthaus Waldheim verbrachte. Anschließend wurde sie ohne ein weiteres Verfahren in das Frauen-Konzentrationslager Ravensbrück in Brandenburg verschleppt.
Dort traf Götze ihre Tochter Irma wieder. Beide Frauen konnten im April 1945 während des Todesmarsches in Richtung Ostsee fliehen und das Kriegsende überleben.